# Stentjärnen (Orsa socken, Dalarna, 680325-142845)
Stentjärnen är en sjö i Orsa kommun i Dalarna och ingår i Dalälvens huvudavrinningsområde.